# Christian Hermann Weisse

Christian Hermann Weiße

Christian Hermann Weisse (auch: Weiße; * 10. August 1801 in Leipzig; † 19. September 1866 ebenda) war ein evangelischer Theologe und spätidealistischer Philosoph.
Weiße war ein Sohn des Historikers Christian Ernst Weiße (1766–1832) und dessen Ehefrau Christiana Elisabeth Weiß (1778–1826), einer Tochter des Leipziger Theologen Christian Samuel Weiß (1738–1805) und Schwester des Mineralogen Christian Samuel Weiss (1780–1856).
Er lehrte von 1828 bis 1837 und von 1841 bis 1866 an der Universität Leipzig Philosophie, seit 1845 als ordentlicher Professor.
Gegen David Friedrich Strauß versuchte Weisse den historischen Jesus zu rekonstruieren. In seiner Evangelischen Geschichte (1838) stellt er eine gegenüber Schleiermacher veränderte Zweiquellentheorie (Synoptisches Problem) vor. Aus der hebräischen Redensammlung Schleiermachers wurde bei ihm die Spruchquelle des Matthäusevangeliums; den Schleiermacherschen Ur-Markus ersetzte er durch das Markusevangelium, das er als erste, auf authentischer Erinnerung beruhende Darstellung des Lebens Jesu verstand und dem Petrusbegleiter Johannes Markus zuschrieb. Weisse gehört so neben Karl Lachmann, Gottlob Christian Storr und Christian Gottlob Wilke zu den Begründern der Markus-Priorität. Allerdings veränderte er in Auseinandersetzung mit Heinrich Ewald 1856 seine Theorie und vermutete, dass es vor dem kanonischen Markus- doch noch ein Ur-Markusevangelium gegeben habe, das matthäisches und lukanisches Sondergut aufwies.

## Mitgliedschaften
Christian Hermann Weisse war bis 1848 Mitglied der Deutschen Morgenländischen Gesellschaft.

## Werke
- Über das Studium von Homer und seine Bedeutung für unser Zeitalter. Fleischer, Leipzig 1826
- Über den gegenwärtigen Standpunct der philosophischen Wissenschaft. Barth, Leipzig 1829

- System der Ästhetik (2 Bde., 1830);
- Über das Verhältniss des Publicums zur Philosophie in dem Zeitpuncte von Hegel’s Abscheiden, Leipzig 1832
- Die Idee der Gottheit. Grimmer, Dresden 1833
- Die philosophische Geheimlehre von der Unsterblichkeit des menschlichen Individuums. Grimmer, Dresden 1834
- Grundzüge der Metaphysik. Perthes, Hamburg 1835
- Kritik und Erläuterung des Goethe’schen Faust. Reichenbach, Leipzig 1837
- Die evangelische Geschichte kritisch und philosophisch bearbeitet, (2 Bde.), Leipzig 1838
- Das philosophische Problem der Gegenwart. Leipzig 1842
- Ueber die Zukunft der evangelischen Kirche. Weidmann, Leipzig 1849
- Die Christologie Luthers und die christologische Aufgabe der evangelischen Kirche. Dyk’sche Buchhandlung, Leipzig 1852
- Die Evangelienfrage in ihrem gegenwärtigen Stadium, Breitkopf und Härtel: Leipzig 1856
- Philosophische Dogmatik oder Philosophie des Christentums (3 Bde., 1855–1862)
- Kleine Schriften zur Aesthetik und ästhetischen Kritik. Breitkopf und Härtel, Leipzig 1867